# Sida lonchitis
Sida lonchitis là một loài thực vật có hoa trong họ Cẩm quỳ. Loài này được St. Hil. & Naud. miêu tả khoa học đầu tiên.